# 国家植物园 (北京)
国家植物园是北京的一处植物园，总规划面积近600公顷，位于海淀区香山街道，香山公园和玉泉山之间，寿安山南麓。该园由原北京植物园（北园）与原中科院植物所植物园（南园）整合而来，2022年4月18日正式挂牌。计划重点收集三北地区乡土植物、北温带代表性植物、全球不同地理分区的代表植物及珍稀濒危植物3万种以上，收藏五大洲代表性植物标本500万份，建成20个特色专类园、7个植物进化展示区和1个原生植物保育区。
中国最早的国家植物园的设想是由中国植物学奠基人胡先骕提出的。1944年3月，胡先骕在中央研究院第二届评议会上《设立经济植物研究所及中央植物园案》。

## 北园

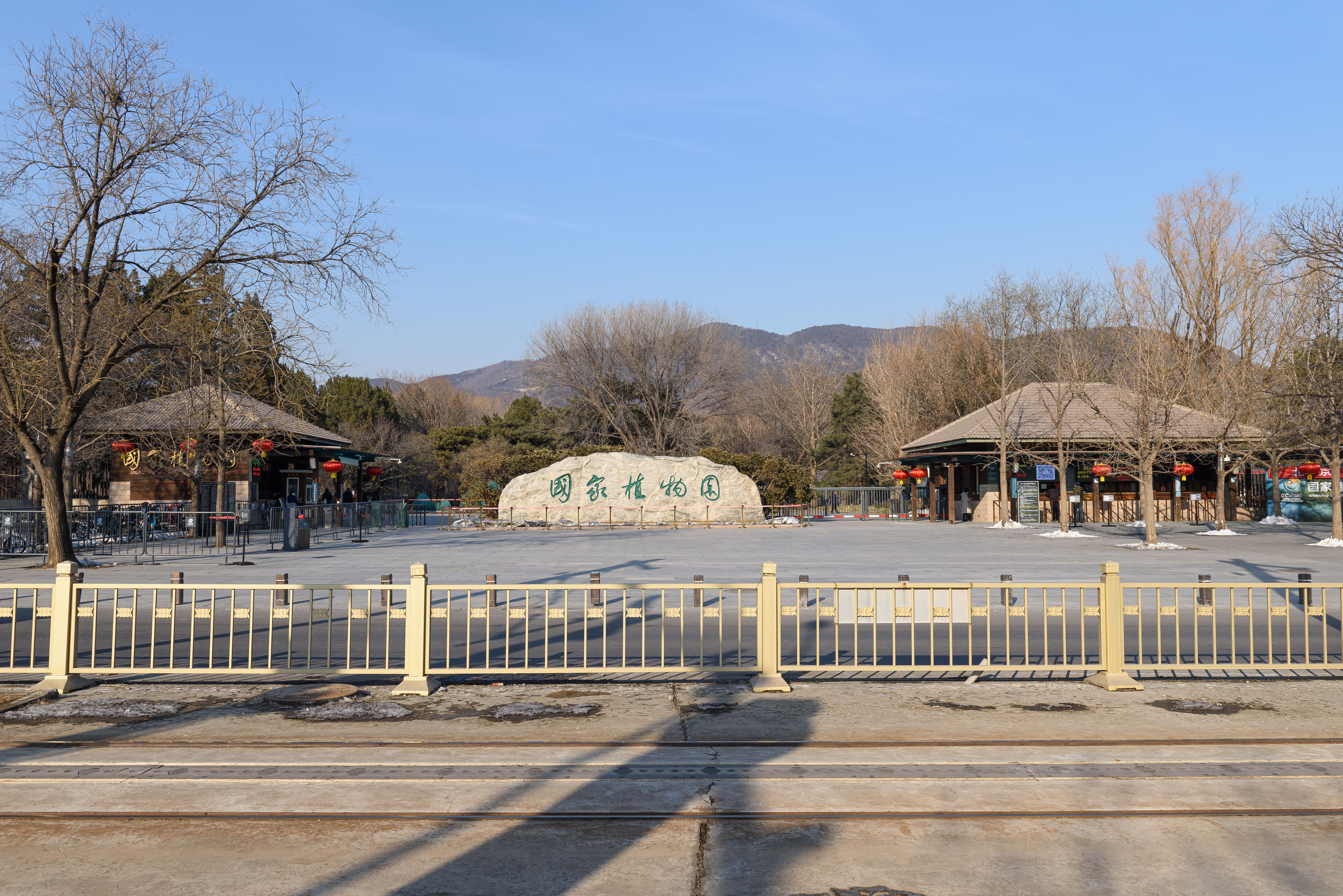
国家植物园北园南门（2024年1月）

1906年，清政府将乐善园（今北京动物园）辟为“农事试验场”，内设动物园、植物园。植物园内设有花园及温室，以花卉种植、展示为主，但无科学研究功能。1929年，北平研究院设立植物研究所，依托该园开展植物学研究。中日战争期间，园内植物几乎破坏殆尽。中华人民共和国成立后，静生生物调查所与北平研究院植物研究所合并重组为中国科学院植物研究所。中科院植物所接收了旧园留存的百余种植物，并将植物园功能迁移至北京西北郊新建的植物园。1956年，中科院与北京市人民委员会将《筹建北京植物园建议书》上报至国务院，随后获批于香山山麓设立北京植物园。栽培了萬余种（含品种）150余万株各类植物。
植物展览区分为观赏植物区、树木园和温室区三部分。观赏植物区由专类园组成，主要有月季园、桃花园、牡丹园、芍药园、丁香园、海棠栒子园、木兰园、集秀园（竹园）、宿根花卉园和梅园。月季园是我国目前规模最大的月季专类园，栽培了近1000个月季品种。桃花园是世界上收集桃花品种最多的专类园。树木园由银杏松柏区、槭树蔷薇区、椴树杨柳区、木兰小檗区、悬铃木麻栎区和泡桐白蜡区组成。热带植物展览温室是植物园的亮点，有四个展区，热带雨林展区，四季花园展区，沙漠植物展区，专类植物展区，分别展示了不同气候条件下典型的植物景观。
北园栽培的植物包括许多稀有物种。比如水杉1943年在湖北、四川第一次被中国科学家发现，并于1948年被胡先骕与郑万钧正式命名。由于水杉当时被认为已经在新生代第三纪（6,500百万年前）就灭绝了, 其活标本在中国的发现震动了世界植物学界。
北园中的其他植物包括能捕食昆虫的猪笼草，美国前总统尼克松赠送的美洲红杉，日本前首相田中角荣赠送的樱花，菲律宾前总统马科斯及夫人赠送的金蝶兰，斯里兰卡前总理西丽玛沃·班达拉奈克赠送的菩提树，佛祖曾在菩提树下成道；清朝末代皇帝溥儀晚年在此植物園工作。
北园内还有卧佛寺、樱桃沟、水杉亭、胡先骕《水杉歌》碑、曹雪芹纪念馆、一二九运动纪念亭、北纬40度地理标志雕塑、梁启超墓、孙传芳墓、王锡彤墓等景观。

## 南园

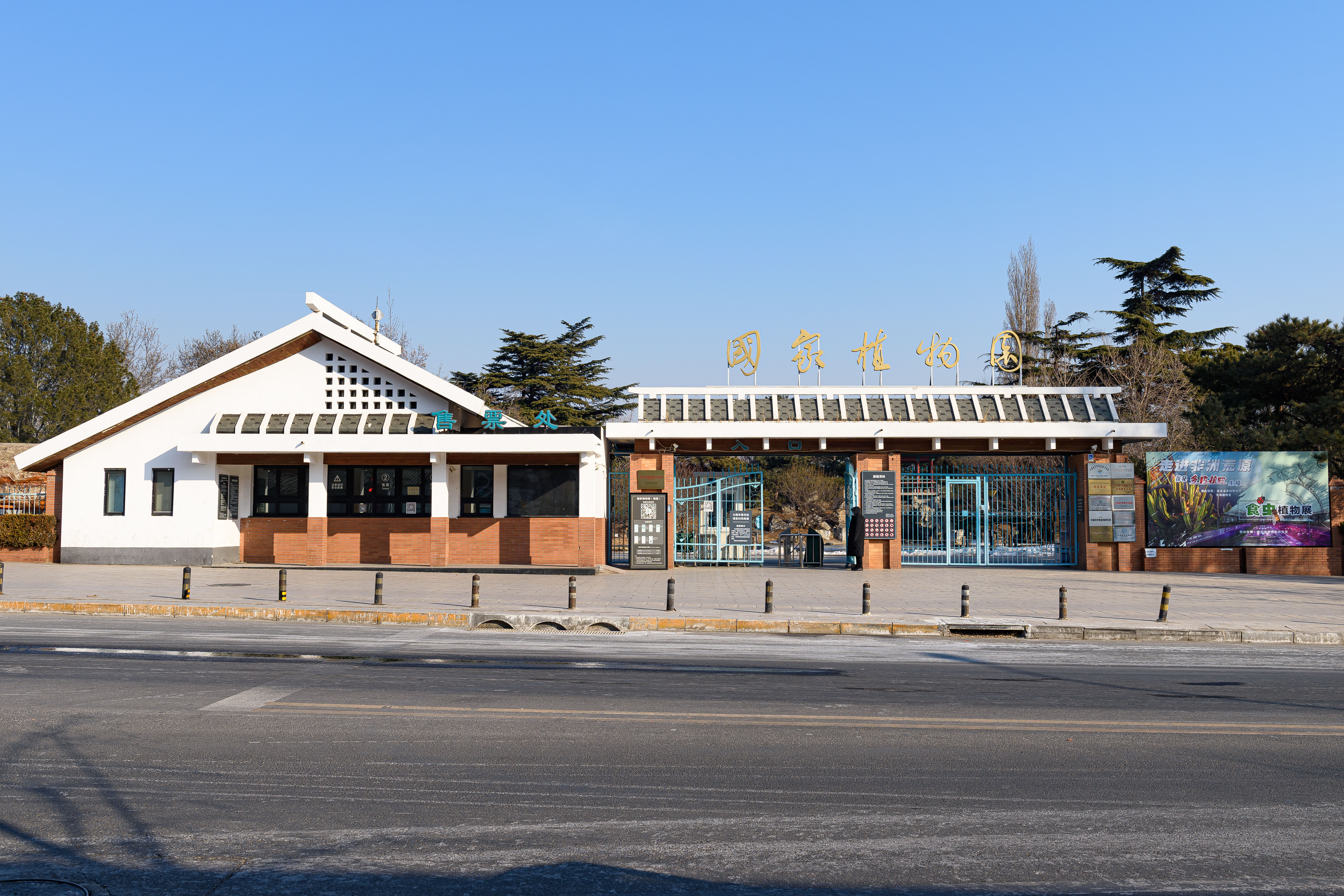
国家植物园南园西门

南园原称中国科学院北京植物园，位于北京市海淀区香山街道，由中国科学院植物研究所1955年在香山南麓建立，当时称为北京植物园（简称南植），当时的全称为中国科学院植物研究所北京植物园。后来，北京市园林局与在中国科学院北京植物园对面建立了新的植物园，位于卧佛寺前两侧，也叫北京植物园（简称北植），占地107万平方米。
中国科学院植物研究所北京植物园于1956年建立，以植物研究所为依托，规划面积119公顷，现有土地面积74公顷。它以收集保存中国北方温带及其生态环境相似地区、横断山脉与东喜马拉雅地区野生植物资源为主，重点进行珍稀濒危植物、特有植物、经济植物、观赏植物和环境修复植物等重点类群的分类收集与保存，并兼顾国外重要植物资源的引种驯化和资源植物发掘利用研究，同时也是国家科普教育基地。
1960年代初，末代皇帝溥仪曾被分配至此任職了一年多的植物護理員和售票員。

## 国家植物园
21世纪以来，多方呼吁合并南、北植，共建国家植物园。2021年12月，国务院批准设置国家植物园。2022年4月，国家植物园正式挂牌。